# Верньє (Женева)
Верньє (фр. Vernier) — місто  в Швейцарії в кантоні Женева.

## Географія
Місто розташоване на відстані близько 135 км на південний захід від Берна, 4 км на захід від Женеви.
Верньє має площу 7,7 км², з яких на 72,8% дозволяється будівництво (житлове та будівництво доріг), 13,2% використовуються в сільськогосподарських цілях, 9,6% зайнято лісами, 4,4% не є продуктивними (річки, льодовики або гори).

## Демографія
2019 року в місті мешкало 34 958 осіб (+6,4% порівняно з 2010 роком), іноземців було 43,8%. Густота населення становила 4546 осіб/км².
За віковим діапазоном населення розподілялося таким чином: 22,4% — особи молодші 20 років, 62,6% — особи у віці 20—64 років, 15,1% — особи у віці 65 років та старші. Було 13095 помешкань (у середньому 2,6 особи в помешканні).
Із загальної кількості 20 547 працюючих 14 було зайнятих в первинному секторі, 5476 — в обробній промисловості, 15 057 — в галузі послуг.